# Златоград
Златогра́д (болг. Златоград) — місто в Смолянській області Болгарії. Адміністративний центр общини Златоград.

## Населення
За даними перепису населення 2011 року у місті проживали 7183 особи.
Національний склад населення міста:
| Національність   | Кількість осіб | Відсоток |
| ---------------- | -------------- | -------- |
| болгари          | 5185           | 98,4 %   |
| турки            | 30             | 0,6 %    |
| цигани           | 0              | 0 %      |
| інша             | 17             | 0,3 %    |
| не визначились   | 39             | 0,7 %    |
| Всього відповіли | 5271           |          |

Розподіл населення за віком у 2011 році:

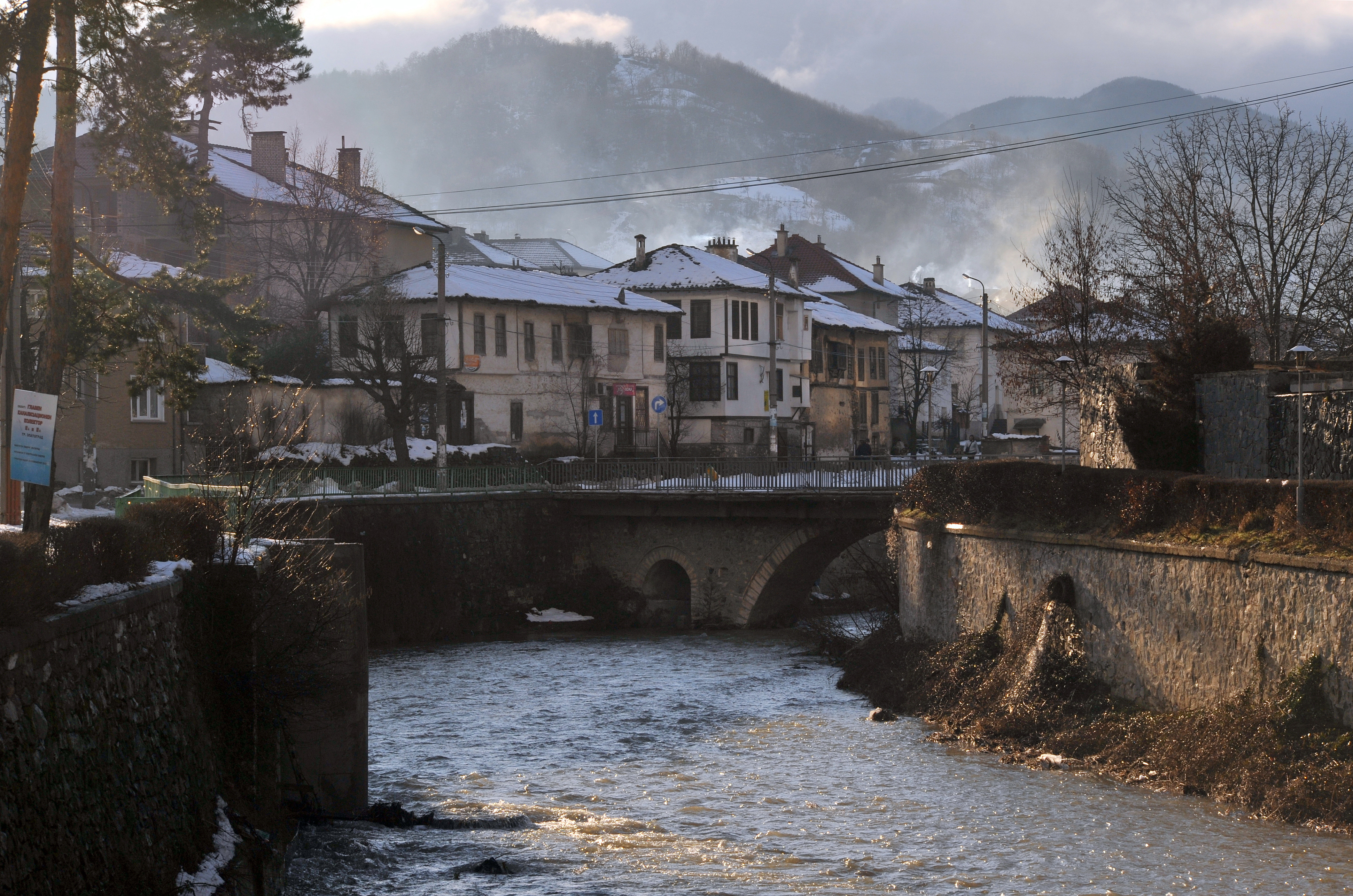
Річка Вирбіца в місті Златоград

Динаміка населення: